# 陈佩伶
陳佩伶（1950年—1988年8月1日），臺灣女演員，1970年因在影片《苦情花》中扮演角色，獲第十六屆亞洲影展最佳女配角獎。

## 生平
1965年入永隆影業公司，參加拍攝台語片。1966年入國聯影業公司。1970年因在影片《苦情花》中扮演角色，獲第十六屆亞洲影展最佳女配角獎。1970年入中國電視公司，參加拍攝閩南語電視連續劇，期間也參加拍攝影片。
陳佩伶很小就出道，以演出台語片為主，以電影「苦情花」獲得第十六屆亞洲影展最佳女配角獎。17歲與導演陳俊良結婚，離婚後獨力扶養二女，後來中視開播，她演出連續劇「啞巴與新娘」、「雷峰塔」、「一代女皇」、「她的一生」等。
1988年7月31日晚間九時，陳佩伶包計程車去基隆作工地秀，車駛至南港至汐止間高速公路時，因故障靠至路肩檢修，卻被後方一輛欲超車的私家車追撞，計程車司機當場死亡，陳佩伶則被撞成重傷，送至基隆長庚醫院急救，第二天死亡，享年三十八歲。在意外身亡後家人還捐了兩百萬給演藝工會，用來慰問資深藝人。她是很難得的雙聲帶演員。